# Chlorodontopera mandarinata
Chlorodontopera mandarinata là một loài bướm đêm trong họ Geometridae.